# Ancylorhynchus vultur
Ancylorhynchus vultur là một loài ruồi trong họ Asilidae. Ancylorhynchus vultur được Séguy miêu tả năm 1930. Loài này phân bố ở vùng Cổ Bắc giới.